# Nussknacker und Mausekönig
Nußknacker und Mausekönig ist eine Erzählung von E. T. A. Hoffmann, erschienen erstmals 1816 in Berlin. In diesem 1819 dann in die Sammlung Die Serapionsbrüder aufgenommenen Kunstmärchen porträtiert der Autor in den Märchenkindern Marie und Fritz die Kinder Friedrich und Clara seines Freundes Julius Eduard Hitzig. Auch Hitzigs ältere Tochter Eugenie kommt als ältere Schwester Luise im Märchen vor.

## Inhalt
Marie, Tochter des Medizinalrats Stahlbaum, entdeckt am Weihnachtsabend auf dem Gabentisch einen Nussknacker. Der Bruder Fritz knackt mit der neuen Nürnberger Holzpuppe so harte Nüsse, dass die Puppe ihre Zähne verliert. Marie nimmt den lädierten Nussknacker in ihre Obhut und platziert ihn neben Fritzens Husarenarmee. Die rekrutiert sich aus lauter Spielzeugsoldaten und steht in der Vitrine.
Die Geschwister wurden nicht nur von den Eltern beschenkt, sondern auch von dem Paten Droßelmeier, einem Obergerichtsrat, der neben der Jurisprudenz auch die Uhrmacherei betreibt und allerlei mechanisches Spielzeug verfertigt. In der Christnacht, als alle längst zu Bett sind, hat sich Marie von der Mutter noch ein paar Minuten Aufbleibens bei den Geschenken erbettelt. Da ist es dem phantasiebegabten Kind auf einmal so, als ob Bewegung in Fritzens Husarenarmee unter dem Kommando des Nussknackers käme. Die Gegenseite, ein Heer Mäuse unter dem Kommando des Mausekönigs, eines siebenköpfigen Ungetüms, dringt aus ihren Schlupflöchern des Wohnzimmerfußbodens. Den Kommandeuren der Husarenarmee mangelt es nicht an Schneid und taktischem Geschick. Zu Maries Schrecken zeigen die Husaren Feigheit vor dem Feind. Das Mädchen verhindert die drohende Niederlage des Nussknackers, indem es seinen „Pantoffel zur rechten Zeit“ gezielt nach der vordringenden Mäusearmee wirft.
Die Feindschaft des Nussknackers gegen den Mausekönig geht bis auf die Mutter des königlichen Nagetiers zurück. Wie Droßelmeier Marie auf deren Drängen erzählt, fraß Frau Mauserinks, zu Lebzeiten Königin im Reich Mausolien, einmal dem König aus dem Menschenreich den Speck weg. Zur Strafe beschloss der König die Vertreibung der Frau Mauserinks aus seinem Palast. Mit der Aktion beauftragte er Droßelmeier. Frau Mauserinks aber, diese alte Hexe, blieb und „verhäßlichte“ die „engelschöne“ Prinzessin Pirlipat in der Wiege in ein „unförmliches, starrblickendes“ Kind. Als Droßelmeier zusammen mit dem Hofastronomen nach fünfzehnjähriger Suche das Mittel gefunden hatte, mit dem er Pirlipat erfolgreich entzaubern konnte, nämlich die extrem harte Nuss Krakatuk, musste noch ein Jüngling gefunden werden, der noch nie rasiert worden war, niemals Stiefel getragen hatte und die Nuss mit seinen Zähnen knacken konnte. Diese Bedingungen erfüllte der Neffe Droßelmeiers. Um den Fluch zu brechen, musste er die Nuss auf besagte Weise vor den Augen Pirlipats knacken und dann sieben Schritte rückwärts gehen. Beim letzten Schritt trat er jedoch aus Versehen auf die hervorschießende Frau Mauserink und tötete sie. Vor ihrem Ableben hatte Frau Mauserinks ihren siebenköpfigen Sohn zur Welt gebracht, den Mausekönig. Die sterbende Maus hatte den Neffen Droßelmeiers, diesen artigen wohlgestalteten Jüngling, noch rasch in einen hässlichen kleinen Nussknacker verwandelt, eben jenes zahnkranke Weihnachtsgeschenk, das Marie wieder aufpäppeln möchte. Marie bringt keinerlei Verständnis für die Undankbarkeit Pirlipats gegenüber dem Nussknacker auf, sollte doch der Jüngling, der Pirlipat entzaubert hatte, als Lohn die Prinzessin zur Frau bekommen. Stattdessen hatte Pirlipat den Nussknacker zum Palast hinauswerfen lassen.
Die Zurückverwandlung der „Missgestalt“ des Nussknackers in seine ursprüngliche Wohlgestalt ist an zwei Bedingungen geknüpft: Der Mausekönig muss durch die Hand des Nussknackers fallen und eine Dame muss den Nussknacker ob seiner hässlichen Gestalt liebgewinnen. Marie, begabt mit der Kraft der Liebe, tut das Ihrige: Sie bewaffnet den Nussknacker neu und folgt hernach dem Besieger des Mausekönigs ins Puppenreich. Dort, am Limonadenstrom, der in den Mandelmilchsee mündet, lernen sie einander lieben. Somit sind beide Bedingungen erfüllt: Der Neffe erhält seine „nicht unangenehme Gestalt wieder“, kehrt nach einiger Zeit zurück und macht der glücklichen Marie einen Antrag, den sie annimmt, wodurch sie zur Königin des Puppenreichs wird.

## Literarische Form und Kommentar
Die Adressaten des Märchens werden direkt angesprochen: „Horcht auf, Kinder!“ Zuerst „erlebt“ Marie die Schlacht des Nussknackers gegen den Mausekönig. Darauf erzählt zweitens der Pate Droßelmeier den beiden lauschenden Kindern Marie und Fritz die Vorgeschichte. Damit erkennt Marie, dass der Nussknacker der verhexte Neffe des Paten ist. In der dritten und letzten Abteilung folgt Marie dem Nussknacker ins Puppenreich in der festen Überzeugung, der Verhexte werde wieder ein schöner junger Mann werden, den sie ehelichen könnte. Und so kommt es schließlich auch tatsächlich.
Karl August von Hardenberg und August Neidhardt von Gneisenau lobten 1816 Hoffmanns „Feldherrntalent“, wenn dieser „die gewaltige Schlacht“ und „Nussknackers Verlieren“ beschreibt. Nach Rüdiger Safranski operierte Hoffmann in Nussknacker und Mäusekönig in der „noch geschlossenen Phantasiewelt der Kindheit“. Er soll nach anderen auch den Komplex seiner äußeren Hässlichkeit in dem Märchen ebenso verdrängt wie verarbeitet haben. Unter der Überschrift „Initiationsspuk“ gibt Heimes eine kurze Psychoanalyse, die „geschlechtliche Identitätsbildung“ Maries betreffend. Auf einer späteren Bearbeitung des Stoffes durch Alexandre Dumas d. Ä. basiert Tschaikowskis weltberühmtes Ballett Der Nussknacker. Auf dem Märchen basiert zudem der Disney-Film Der Nussknacker und die vier Reiche, der eine Art Weiterzählung des Stoffs darstellt.

## Adaptionen

### Hörspiel
- 2009 erschien die Erzählung Nussknacker und Mausekönig erstmals als Hörspiel (Bearbeitung: Step Laube; Produktion: TonInTon-Audioproduktion Berlin; Verlag: Romantruhe Audio).

### Verfilmungen
- 1973:  Щелкунчик (Schtschelkuntschik „Nussknacker“), UdSSR, Zeichentrickfilm, 27 min., Regie: Boris Stepanzew und Boris Larin.
- 1990: Der Nußknacker-Prinz, Kanada, Zeichentrickfilm
- 1999: Щелкунчик и мышиный король (Schtschelkuntschik i myschiny korol' „Nussknacker und Mäusekönig“), Russland, 3D-Animation, 2 min., Regie: Tatjana Ilina
- 2001: Barbie in: Der Nussknacker, USA, 3D-Zeichentrickfilm in dem Barbie die Geschichte erzählt.
- 2004: Nussknacker und Mausekönig, Deutschland/Russland/USA, Zeichentrickfilm mit den Stimmen von Wolfgang Völz, Rufus Beck und Hannes Jaenicke
- 2010: Der Nussknacker, Großbritannien, 3D animierter Spielfilm, eine trickreiche Musical-Dystopie mit historischen Bezügen von Andrei Kontschalowski
- 2015: Nussknacker und Mausekönig, Deutschland, Märchenfilm der 8. Staffel aus der ARD-Reihe Sechs auf einen Streich.
- 2018: Der Nussknacker und die vier Reiche, USA, Disney-Fantasyfilm von Lasse Hallström und Joe Johnston mit Mackenzie Foy, Keira Knightley[8]

Kinderoper
- 2007: "Der Nussknacker" – Kinderoper von Esther Hilsberg (Musik) und Holger Potocki (Text) (Uraufführung am 1. November 2007 in der Kammeroper Köln)

## Ausgaben
Quelle:
- E. T. A. Hoffmann: Nußknacker und Mausekönig. In: Poetische Werke in sechs Bänden. Dritter Band. Aufbau-Verlag, Berlin 1958, S. 250–321. 692 Seiten (mit Anmerkungen von G. S., S. 643–691).

Ausgaben
- Nußknacker und Mausekönig. In: E.T.A. Hoffmann: Poetische Werke in sechs Bänden. Band 3. Berlin 1963; Digitalisat. zeno.org.
- E. T. A. Hoffmann: Nußknacker und Mausekönig. Erste Auflage, Nachdruck. Insel-Verlag, Frankfurt am Main u. a. 2004, ISBN 3-458-19216-6 (Insel-Bücherei 1216).
- E. T. A. Hoffmann: Nußknacker und Mausekönig. Märchen. Mit Anmerkungen und einer Nachbemerkung. Zweite Auflage. Philipp Reclam, Stuttgart 2006, ISBN 3-15-018503-3 (Reclams Universal-Bibliothek 18503).
- E. T. A. Hoffmann: Nußknacker und Mausekönig. Märchen. Verlag der Nation Berlin 1983, mit Holzstichen von Bertall

Illustrationen
- E. T. A. Hoffmann: Nußknacker und Mausekönig mit Bildern von Maurice Sendak. Bertelsmann Verlag, München 1985, ISBN 3-570-05882-4 (Amerikanische Originalausgabe unter dem Titel Nutcracker 1984, New York).
- E. T. A. Hoffmanns Titelvignette von 1816 (Kopie aus der Staatsbibliothek Bamberg) findet sich nach der S. 1199 auf Abb. 3 in E. T. A. Hoffmann: Die Serapions-Brüder. Hrsg. von Wulf Segebrecht. Deutscher Klassiker Verlag im Taschenbuch. Band 28. Frankfurt am Main 2008, ISBN 978-3-618-68028-4 (entspricht: Wulf Segebrecht (Hrsg.): E. T. A. Hoffmann: Sämtliche Werke in sieben Bänden. Band 4. Frankfurt am Main 2001).
- E. T. A. Hoffmann: Der Nussknacker. Illustriert von Lisbeth Zwerger. Neu erzählt von Susanne Koppe. NordSüd Verlag, Zürich 2016, ISBN 978-3-314-10354-4.